# Lv2からチートだった元勇者候補のまったり異世界ライフ
『Lv2からチートだった元勇者候補のまったり異世界ライフ』（レベルにからチートだったもとゆうしゃこうほのまったりいせかいライフ）は、鬼ノ城ミヤによる日本のライトノベル。小説家になろうに投稿され、オーバーラップノベルス（オーバーラップ）から書籍化された。イラストは片桐。2024年7月時点で電子版を含めたシリーズ累計部数は320万部を突破している。
なお、小説家になろうで投稿されたものは2019年11月、著者のガイドライン違反によりアカウントとともに削除された。
メディアミックスとして、糸町秋音によるコミカライズが『コミックガルド』（オーバーラップ）にて、2019年1月10日から連載中だが、アプリ版の『コミックガルド＋』（同社）のリリース後は最新話はそちらで配信されている。2023年10月には本作のテレビアニメ放送に先行し、それを題材としたMMORPGゲーム『Lv2からチートだった元勇者候補のまったり異世界ライフ リバースダイブ』が発表されている。2024年4月から6月までテレビアニメが放送された。

## 登場人物

### フリオ一家
フリオ / バナザ
声 - 日野聡、前川涼子（女バナザ）
本作の主人公。作中世界と同じく剣と魔法のファンタジー要素を含みながらも似て異なる異世界から召喚された勇者候補で、本来の名前は「バナザ」。
元の世界にて商人を営んでいたところ、クライロード魔法国による勇者召喚の儀に遭って召喚される。しかし、召喚直後（Lv.1）のステータスが一般的な成人男性の能力値と変わらなかったため、失敗とみなされて王都を追い出される（一応、「田舎での居住を許す」として金貨などが入った魔法袋を渡されたが、それには「役立たず」のバナザを魔物に始末させようとの目論見から、魔物を呼び寄せるなどの細工が施されていた）。ところが追放先でのデラベザの森にて、スライムとの戦いでレベルが2に上昇した途端、すべての能力値が∞（無限大）に達し、事実上の無敵状態となった。魔法国からの余計な干渉などを防ぐため、姿変換魔法で外見を一変させ、名前も元の世界で飼っていた犬にちなみ、「フリオ」を名乗る。
上記の経緯に加えて∞の意味を分かっていないため、当初は自分を弱いと勘違いしており、無自覚のまま強大な力を振るう。その後、周囲の反応やヒヤの説明から自分の並外れた力を自覚しはじめ、それゆえに争いを避けようと動く。
フェンリース
声 - 釘宮理恵
牙狼族の少女。魔王軍四天王の1人であるフェンガリルの妹。本来は巨狼だが人化魔法を使えるため、普段は人間（人化しても獣耳などは残っているため、厳密には獣人似）の少女の姿をしている。
人間族を偵察するために人化して王都へ潜入した後、帰還のために冒険者ギルドにてデラベザの森までの護衛を募っていたところ、フリオと出会ってバリロッサたちのパーティーと共にフリオの転移魔法でデラベザの森へ転移。その後正体を現してバリロッサたちを圧倒するが、フリオの魔法には手も足も出なかったことから降参して忠誠を誓い、彼の「旅を共にしていても不自然に見られないように」との提案で名目上フリオの妻となった。その後ヒヤによって致命傷を負ったことをきっかけにフリオが恋愛感情を自覚したため、正式に夫婦となった。
牙狼族は実力至上主義の思想を持っており、「強い相手と結婚することは名誉」と考えているため、名目上でもフリオの妻になったことは喜んでいる。また、デラベザの森にて陣を築いていた兄フェンガリルを、フリオが浅慮で使用した浄化魔法によって部下共々殺害されているが、前述の思想ゆえに「兄が弱かっただけ」と割り切っている。
料理の経験は全く無いため最初は生肉をそのまま出していたが、フリオの美味しい料理を知った後は料理教室に通い、すぐに会得した。
エリナーザ
フリオとフェンリースの長女。
ガリル
フリオとフェンリースの長男で、エリナーザの双子の弟。

### 人類
バリロッサ
声 - 山根綺
クライロード魔法国の騎士団に所属する金髪の女騎士。真面目な性格。貴族であるが没落して久しい。メイドなどは一切雇っておらず家事は全て自分で行っており、一般庶民と変わらない生活をしている。実は剣術よりも料理が得意である上、理性を持たない魔物と対峙してもまず名乗りを上げるなど、どこかズレている。
冒険者ギルドにて「転移魔法を使える」と発言したフリオを怪しんで剣を向けるが、実際に彼が転移魔法でデラベザの森まで連れて行ってくれたことから、素直に非を認めて謝罪した。その後、デラベザの森までの護衛を募っていた怪しげな少女がいる、という通報からフェンリースを魔王軍の手先と見て転移後に剣を向けるが、彼女の力に手も足も出ずフリオの転移魔法で王都へ転移されて助けられる。
森へ出直した後、狂乱熊の群れに劣勢となったところをフリオとフェンリースに再び助けられ、フリオの強さに感服して指南を依頼する。前述の勘違いから断ろうとしたフリオに対し妻と紹介されてフェンリースが気を良くした結果、彼らのもとにブロッサム・ビレリー・ベラノと共に住み込みかつ実戦形式という形で、指南を受けることとなった。
ブロッサム・ビレリー・ベラノが指南以外の自分のやりたいことを見つけていくなか、自分だけ何も無いことで焦りを感じている。
見回り中にたまたま出くわしたゴザル（ゴウル）を、魔王と知らずに魔族と見て剣を向けたことをきっかけにゴウルに気に入れられてしまい、逆にバリロッサ自身はいつ殺されるかと心底怯えている。
魔王軍との戦いでの被害を一番よく知っている為ゴウル達の事を中々受け入れられなかったが、最終的に「互いに妙な行動を行わないか監視する」という名目で和解する。
ブロッサム
声 - 日野まり
バリロッサの仲間。褐色の肌の重騎士。元は農家の出。
大剣を振るうなど筋力・体力には恵まれているが、命中率に難がある。
フリオの元で指南を受ける際土地の一部を借りて農業を行っており、収穫した野菜を売って収入にしようと考えている。
野菜を育てる際魔法で成長を促進させるのを快く思わないなど、農家故のこだわりがある。
ビレリー
声 - 広瀬ゆうき
バリロッサの仲間。弓使い。元々は城で使う軍馬の飼育をしていたが、いつの間にか騎士団の一員になっていた。
優しい性格が災いし、魔物に攻撃できなくなるのが欠点。飼育をしているだけあって馬系の扱いは非常に得意であり、魔物も例外ではない。
馬車での運搬業をすることで収入源を確保する、という計画を立てており、馬や馬の魔物の飼育用に広い土地を確保するため、フリオに土地の拡張を頼み込んでいる。
ベラノ
声 - 稗田寧々
バリロッサの仲間。小柄な魔法使い。
防御魔法に特化しており、攻撃はできない。MPもまだ少なく、すぐに魔力切れになる。
フリオの指南により、少ないMPでも運用できる魔法を習得し、ある程度攻撃もできるようになる。また少ないMPでも運用できる魔法に注目され、魔術学校で教師としてのオファーを受けた。
金髪勇者
声 - 村田太志
フリオと同じく異世界（フリオと同じ世界であるかは不明）から勇者候補として召喚された金髪の男性。本名は不明。
召喚直後（Lv.1）のステータスが軒並み999と高かったことから勇者として魔王討伐に派遣されるが、このステータスはレベルアップしてもこれ以上成長しないカンスト状態だったため、自分より強い魔物を倒せない。さらには、性格も卑屈で指揮能力が皆無だったため、配下の兵士を無駄死にさせる失態を犯す。その後、「まともな仲間が出来るまで出撃しない」と部屋に引きこもる。
フリオの存在を知った際は部下を連れて半ば脅迫のような形で配下にしようとするが、転移魔法で逃げられ、更に偶然やってきたゴザル（ゴウル）に見られたことで魔王軍の侵攻を引き起こしてしまう。その際再び引きこもってしまい何もしなかったことで、第一王女に解任させられる。しかし勇者に帰り咲くことを狙って宝物庫を漁っているところ、ヒヤに唆させれて彼女を解放し、フリオを殺す願いを伝える。
その後、続けて現れたダマリナッセに体を魔物に変えられ、ダマリナッセの意のままに暴れはじめるもフリオとヒヤによって阻止されて元の姿に戻り、牢屋に投獄される。しかしその後脱獄し逃亡を始める。
アニメ版では、「何でも」を「にゃんでも」、「その通り」を「そのとぅーり」など、独特なイントネーションで発言する癖がある。
ツーヤ
声 - 高橋美佳子
金髪勇者に付き従うスタイルの良い女性。
金髪勇者が解任された後も、再び勇者に帰り咲くことを期待して「勇者様」と呼び続けている。
宝物庫にて金髪勇者がヒヤの封印を解いた後、続けて現れたダマリナッセに体を乗っ取られる。その後ヒヤによってダマリナッセが封印されたため元の姿に戻り、牢屋に投獄される。その後脱獄し、金髪勇者と共に逃亡を始める。
第一王女
声 - 川澄綾子
クライロード魔法国の国王の娘。本名はエリザベート・クライロード。テレビアニメ版エンディングのテロップには名前ではなく「第一王女」と記載されている。
国王によるフリオの追放に反対しており、不満を訴えたが聞き入れられることは無かった。
その後国王が浄化魔法を使用し昏睡状態になったため一時的に女王となり、金髪勇者を解任。予言士に助言を求め、フリオが真の勇者であることを知るが、ヒヤの願いの代償として首輪をつけられる。その後ヒヤがフリオに負け首輪が消滅したためフリオの捜索を行い始める。そこでダマリナッセの騒動に巻き込まれフリオと遭遇。フリオを勇者として勧誘するが、断られてしまった。

### 魔王軍
「魔王」を頂点とした魔族の軍。魔族は人類とは生存環境が異なり、高位の魔族を除けば人類との共存が難しいという問題を持つ。
元々召喚された一人の人間が人類を裏切り、冷遇されている魔族を助けるため結成した、というのが始まりだが、現在はほぼその意義を失っている。
ゴウル / ゴザル
声 - 前野智昭
史上最強の力を持つと言われる魔王だが、非戦派。そのため、実弟のユイガードをはじめとした主戦派には突き上げを受けている。
ウリミナスの報告を受け、フリオを勧誘するために「ゴザル」の偽名を名乗って人類領を訪れフリオやフェンリースと出会う、またこの時自分が傍に居ながら反応しなかった（実際には恐怖で固まっていただけ）バリロッサに興味を持つ。
金髪勇者が脅迫同然にフリオを勧誘し、フリオが転移魔法で逃げた際、たまたま到着し、金髪勇者の仕業と思い込み魔王軍の侵攻を指示し、戦争を始める。その後、浄化魔法を避けるため撤退を指示。その後フリオの捜索を再開し、最終的に再び「ゴザル」の姿で人類領を訪れフリオ達と再会する。その帰りにユイガードの謀反が発生し、自らが魔王として相応しくないと判断し自ら魔王を辞め、解雇した諜報部隊に退職金として自身の所持金を全て渡し、自身はフリオの元へ行き居候となった。
ウリミナス
声 - 田村ゆかり
魔王ゴウルの側近の1人である地獄猫（ヘルキャット）族。「静かなる耳」という魔王軍諜報部隊の隊長であり、ステータスを調べる魔法を使って主に偵察役を務めている。普段は薄着だが、種族特性からか猫舌であり寒がり。雪山など寒冷地ではダルマかマンジュウと見まごう程に着ぶくれている。
フェンガリルが消息不明になったことから捜査を行い、個人が浄化魔法を使用し、それに巻き込まれたことを突き止めた。
その後、フリオとの同棲を楽しむフェンリースを偶然目撃し、浄化魔法を使用したのがフリオと知ると、模擬戦と偽って彼の殺害を計画する。フリオに負けて失敗した後、飛竜の集団を連れてくるが、フリオの魔法で大半を撃墜され、これも失敗する。
その後ゴウルの号令に応じて侵攻を開始、そして浄化魔法を避ける撤退指示に従って魔族の領土に戻った。その後、ユイガードが謀反を起こしゴウルが自ら魔王を辞めると、諜報部隊を全員解雇して故郷へ返し、自分はゴウルと共にフリオの元へ行き居候となった。
グレアニール
魔忍族。忍び装束を着た女性で諜報部隊「静かなる耳」に所属している。
ユイガード
声 - 楠大典
ゴウルの弟。野心が強く、自分が魔王に成り代わることを企んでいる。頭は良い方ではなく自分の力を過信しており、戦闘の際には力押しで攻めることしか考えていない。そのためゴウル直下の四天王などからは呆れられている。
フリオを配下にしようとするゴウルの行動も「耄碌した」と馬鹿にしており、遂に魔王になり変わる計画を実行に移し謀反を起こす。
しかし、ゴウルが自ら魔王を辞したため肩透かしを食らい、そのまま流れるような形で魔王となる。その後、人類への侵攻を始めるが、元々人類側の戦力分析や偵察、及び罠の解除を担っていたはずの諜報部隊がゴウル/ゴザルの魔王退任と同時に丸ごと離反したため、ユイガードによる侵攻作戦は大損害を出すだけの失敗に終わり、魔王軍全体の士気を大きく低下させた。
フフン
声 - 新井里美
ユイガードの配下であるサキュバス。よくユイガードの暴れる行動に巻き込まれているが不満は無く、むしろ恍惚とした表情を浮かべているマゾヒスト。

### その他
サベア
声 - 井口裕香
狂乱熊（サイコベア）という高レベル魔獣。他の狂乱熊たちと共にバリロッサたちに襲いかかっていたところ、フリオとフェンリースによって自分以外を全滅させられ、それでもフェンリースに襲いかかろうとした結果、（イラついた）彼女の威圧に気圧されて降伏。隷属魔法により、フリオたちのペットとして「サベア」の名を付けられる。
狂乱熊としての姿は大きすぎるため、普段はフリオの姿変換魔法により一角兎の姿になっている。自身で狂乱熊の姿と一角兎の姿を切り替える事ができる。
ヒヤ
声 - 堀江由衣
光と闇の根源を司る魔人。相手の願いを叶える代わりに、代償として他の人の命を奪う。常に目を閉じており（目を開けること自体は出来る模様で、テレビアニメ版エンディングのワンシーンなどで描写されている）、歩くことはせず空中浮遊で移動している。
宝物庫の隠し部屋にある剣に封印されていたが、念話で金髪勇者を唆し、剣を引き抜かせて解放させた。
その後解放させた褒美として3つ願いを叶えると宣言。一つ目の願いである「フリオを殺す」を実行するためフリオに襲い掛かり、それを庇ったフェンリースに致命傷を負わせる。それによりフリオの逆鱗に触れ、瀕死になるまでボコボコにされる。
その後、暴れるフリオを見かねたフェンリースの提案でフリオの配下として行動を共にすることになり、ヒヤ自身も∞の力を持つフリオの行く末を見守るとして受け入れている。以後はフリオを「至高なる御方」、フェンリースを「奥方様」と呼んでいる。
過去には国王の願いの代償として大陸中の命の半分を奪うほどの被害を出している模様。現在の金髪勇者の場合は願いが「人を一人殺す」と規模が小さいため、第一王女など十数人で済んでいる。
その後自身と連動してダマリナッセが復活し暴れ始めた際はフリオの許可を取って対処し、ダマリナッセを小さな球体に圧縮して呑み込み、封印した。
自身の魔法の使い方に関してこだわりは無いようであり、農作物を見た際に自ら魔法で成長を促進させることを提案。ブロッサムからは苦言を受けるが、フリオの提案で一角だけ実験的に魔法を使うこととなった。
ダマリナッセ・ザ・アプリコット
声 - 伊藤静
かつてクライロード魔法国最強の魔道士として君臨し、野望のために人の身には禁じられた暗黒魔法に手を染めた、堕ちた魔法使い。
ヒヤと共に封じられていたがヒヤの封印が解かれたことで連鎖的に彼女の封印も解かれ、ツーヤの体を乗っ取る形で復活。
金髪勇者を魔物の姿に変え、王族への復讐のため暴れ始めるが、ヒヤによって封印、無力化された。
その後もヒヤの中で自意識は保っており、ヒヤの良いように使われている。

## 既刊一覧

### 小説
- 鬼ノ城ミヤ（著）・片桐（イラスト） 『Lv2からチートだった元勇者候補のまったり異世界ライフ』 オーバーラップ〈オーバーラップノベルス〉、既刊19巻（2025年2月25日現在）
  1. 2016年12月25日発売[4]、ISBN 978-4-86554-180-9
  2. 2017年4月25日発売[14]、ISBN 978-4-86554-208-0
  3. 2017年8月25日発売[15]、ISBN 978-4-86554-248-6
  4. 2018年1月25日発売[16]、ISBN 978-4-86554-295-0
  5. 2018年5月25日発売[17]、ISBN 978-4-86554-353-7
  6. 2018年9月25日発売[18]、ISBN 978-4-86554-397-1
  7. 2019年1月25日発売[19]、ISBN 978-4-86554-442-8
  8. 2019年7月25日発売[20]、ISBN 978-4-86554-526-5
  9. 2020年1月25日発売[21]、ISBN 978-4-86554-603-3
  10. 2020年7月25日発売[22]、ISBN 978-4-86554-704-7
  11. 2021年1月25日発売[23]、ISBN 978-4-86554-828-0
  12. 2021年7月25日発売[24]、ISBN 978-4-86554-960-7
  13. 2022年1月25日発売[25]、ISBN 978-4-8240-0089-7
  14. 2022年7月25日発売[26]、ISBN 978-4-8240-0244-0
  15. 2023年1月25日発売[27]、ISBN 978-4-8240-0392-8
  16. 2023年10月25日発売[28]、ISBN 978-4-8240-0635-6
  17. 2024年3月25日発売[29]、ISBN 978-4-8240-0768-1
  18. 2024年7月25日発売[30]、ISBN 978-4-8240-0890-9
  19. 2025年2月25日発売[31]、ISBN 978-4-8240-1089-6

### 漫画
- 鬼ノ城ミヤ（原作）・片桐（キャラクター原案）・糸町秋音（作画） 『Lv2からチートだった元勇者候補のまったり異世界ライフ』 オーバーラップ〈ガルドコミックス〉、既刊12巻（2025年2月25日現在）
  1. 2019年7月25日発売[32]、ISBN 978-4-86554-527-2
  2. 2020年1月25日発売[33]、ISBN 978-4-86554-605-7
  3. 2020年7月25日発売[34]、ISBN 978-4-86554-707-8
  4. 2021年1月25日発売[35]、ISBN 978-4-86554-834-1
  5. 2021年7月25日発売[36]、ISBN 978-4-86554-967-6
  6. 2022年1月25日発売[37]、ISBN 978-4-8240-0098-9
  7. 2022年7月25日発売[38]、ISBN 978-4-8240-0252-5
  8. 2023年1月25日発売[39]、ISBN 978-4-8240-0402-4
  9. 2023年10月25日発売[40]、ISBN 978-4-8240-0643-1
  10. 2024年3月25日発売[41]、ISBN 978-4-8240-0780-3
  11. 2024年7月25日発売[42]、ISBN 978-4-8240-0901-2
  12. 2025年2月25日発売[43]、ISBN 978-4-8240-1100-8

## テレビアニメ
2023年10月にテレビアニメ化が発表され、2024年4月から6月までAT-Xほかにて放送された。
主演の日野聡と釘宮理恵や監督の岩崎良明をはじめ、同じくJ.C.STAFF制作のアニメ『ゼロの使い魔』シリーズのスタッフとキャストが多く参加している。

### スタッフ
- 原作 - 鬼ノ城ミヤ[11]
- キャラクター原案 - 片桐[11]
- 原作コミック - 糸町秋音[11]
- 監督 - 岩崎良明[11]
- シリーズ構成・シナリオ - 清水恵[11]
- キャラクターデザイン - 諏訪壮大[11]
- プロップデザイン - 真村躍
- 美術監督 - 李小苗[44]
- 美術設定 - 高橋麻穂[44]
- 色彩設計 - 日野亜朱佳[44]
- 撮影監督 - 東郷芳宏[44]
- 編集 - 山岸歩奈実（REAL-T）[44]
- CGディレクター - 横川舞悠（第1-4、7-10、12話）
- 音響監督 - 明田川仁[44]
- 音響効果 - 和田俊也[44]
- 音響制作 - マジックカプセル[44]
- 音楽 - 夢見クジラ[11]
- 音楽制作 - ポニーキャニオン[11]
- 音楽プロデューサー - 鎗水善史
- プロデューサー - 樋口晴大、臼井久人、羅明旭、松﨑友貴、西前朱加、鎗水善史、小澤真帆、小澤文啓
- アニメーション制作統括 - 松倉友二
- アニメーション制作プロデューサー - 藤代敦士
- アニメーション制作 - J.C.STAFF[11]
- 製作 - Lv2からチートだった製作委員会（オーバーラップ、クランチロール、MUSE、ドコモ・アニメストア、AT-X、ポニーキャニオン、CTW、クロックワークス）

### 主題歌
「旦那様とのラブラブ・ラブソング」
フェンリース（釘宮理恵）によるオープニングテーマ。作詞は金子麻友美、作曲は久下真音と金子麻友美、編曲は久下真音。
「ユートピア学概論」
DIALOGUE+によるエンディングテーマ。作詞・作曲は田淵智也、編曲は瀬尾祥太郎。

### 各話リスト
| 話数   | サブタイトル             | 絵コンテ   | 演出                | 作画監督                                                  | 総作画監督    | 初放送日      |
| ------ | ------------------------ | ---------- | ------------------- | --------------------------------------------------------- | ------------- | ------------- |
| 第1話  | Lv2の勇者候補            | 岩崎良明   | 石田美由紀 泉しづか | 前原薫 永田有香 Dogwood                                   | 藤井昌宏      | 2024年 4月8日 |
| 第2話  | 牙狼族の戦士フェンリース | 吉川博明   | 藤原和々            | FUN 蓋春垚 葛歓                                           | 劉雲留 SAI    | 4月15日       |
| 第3話  | 異世界ライフはじめました | 黒瀬大輔   | 黒瀬大輔            | 長谷川眞也 Studio EverGreen アラタハヤト 外山陽介         | 藤井昌宏      | 4月22日       |
| 第4話  | 予期せぬ来訪者           | 大畑清隆   | 粟井重紀            | 桜井木ノ実 陈亮 李良鵬 王猛 チャン・ホアン ゴック・グェン | 藤井昌宏      | 4月29日       |
| 第5話  | この命尽きるまで         | 石田美由紀 | 石田美由紀 泉しづか | 前原薫 永田有香 大野勉 舘﨑大 Studio EverGreen STUDIO CL  | 藤井昌宏      | 5月6日        |
| 第6話  | 光と闇の魔人ヒヤ         | 高田耕一   | 竹谷徹平            | 坂本哲也 篠原佐代子 福本佳菜絵 Dogwood                    | 長谷川眞也    | 5月13日       |
| 第7話  | それぞれの未来へ         | 石山タカ明 | 石山タカ明          | 大木良一 村上雄 松下純子 Dogwood STUDIO MASSKET           | 藤井昌宏      | 5月20日       |
| 第8話  | 見えざる壁               | 吉川博明   | 藤原和々            | 江湧 陳玉峰                                               | 胡峰诚 葉增堯 | 5月27日       |
| 第9話  | 狼と冒険者               | 黒瀬大輔   | 黒瀬大輔            | 前原薫 山中いづみ 永田有香 Studio EverGreen               | 長谷川眞也    | 6月3日        |
| 第10話 | 新たな同居人             | 高田耕一   | 粟井重紀            | 桜井木ノ実 仲金 Tran Hoang                                | 藤井昌宏      | 6月10日       |
| 第11話 | 湯けむり温泉旅行・前編   | 石田美由紀 | 石田美由紀 泉しづか | 大野勉 永田有香 Studio EverGreen Dogwood                  | 長谷川眞也    | 6月17日       |
| 第12話 | 湯けむり温泉旅行・後編   | 高田耕一   | 泉しづか 鈴木洋平   | 大木良一 村上雄 坂本哲也 篠原佐代子 福本佳菜絵            | 藤井昌宏      | 6月24日       |

### 放送局
| 放送期間                | 放送時間                     | 放送局     | 対象地域 | 備考                                            |
| ----------------------- | ---------------------------- | ---------- | -------- | ----------------------------------------------- |
| 2024年4月8日 - 6月24日  | 月曜 23:00 - 23:30           | AT-X       | 日本全域 | 製作参加 / CS放送 / 字幕放送 / リピート放送あり |
| 2024年4月9日 - 6月25日  | 火曜 0:00 - 0:30（月曜深夜） | TOKYO MX   | 東京都   |                                                 |
|                         | 火曜 0:30 - 1:00（月曜深夜） | サンテレビ | 兵庫県   |                                                 |
|                         |                              | BS11       | 日本全域 | BS放送 / 『ANIME+』枠                           |
| 2024年4月10日 - 6月26日 | 水曜 0:30 - 1:00（火曜深夜） | KBS京都    | 京都府   |                                                 |

| 配信開始日    | 配信時間                | 配信サイト | 備考                 |
| ------------- | ----------------------- | --- | -------------------- |
| 2024年4月8日  | 月曜 23:30以降 順次更新 | dアニメストア U-NEXT アニメ放題 | 地上波先行・最速配信 |
| 2024年4月13日 | 土曜 23:30以降 順次更新 | ABEMA DMM TV FOD Hulu J:COM STREAM Lemino milplus Netflix Amazon Prime Video TELASA auスマートパスプレミアム ニコニコチャンネル バンダイチャンネル | 見放題配信           |
|               |                         | HAPPY!動画 クランクイン!ビデオ ムービーフルPlus | レンタル配信         |

### BD / DVD
| 巻  | 発売日        | 収録話         | 規格品番  | 規格品番  |
| 巻  | 発売日        | 収録話         | BD        | DVD       |
| --- | ------------- | -------------- | --------- | --------- |
| BOX | 2024年7月26日 | 第1話 - 第12話 | KWXA-3109 | KWBA-3110 |

## ゲーム
テレビアニメを題材としたMMORPGゲームが、CTWにより『Lv2からチートだった元勇者候補のまったり異世界ライフ リバースダイブ』のタイトルで制作され、放送前の2023年11月22日からG123にてリリースされた。ジャンルはMMORPGで、4種類の種族から主人公を選び、異世界ライフを送る内容となっている。ゲーム内アイテム課金制。